# منطقه تاریخی کامبرلند
منطقه تاریخی کامبرلند (به انگلیسی: Cumberland Historic District) یک ساختمان در ایالات متحده آمریکا است که در ایندیانا واقع شده‌است. این منطقه تاریخی که در کامبرلند قرار دارد شامل ۹۱ ساختمان مسکونی در ایندیاناپلیس است. این منطقه بین سالهای ۱۸۳۱ تا ۱۹۵۰ توسعه پیدا کرد و شامل نمونه‌هایی از سبک‌های معماری فولکلوریک ویکتوریایی و خانه‌های ییلاقی / هنرمندان آمریکایی است. اماکن قابل توجه این منطقه شامل بانک کامبرلند (۱۹۰۷)، ماسه لژ (حدود ۱۹۱۰)، میلر ناهار و اولین کلیسای باپتیست (۱۹۱۲–۱۹۱۳) است.
این منطقه در سال ۲۰۰۱ در فهرست ثبت ملی مکان‌های تاریخی وارد شد.